# Kierra Sheard
 (décembre 2020).
Si vous disposez d'ouvrages ou d'articles de référence ou si vous connaissez des sites web de qualité traitant du thème abordé ici, merci de compléter l'article en donnant les références utiles à sa vérifiabilité et en les liant à la section « Notes et références ».
Kierra « Kiki » Sheard (née Kierra Valencia Sheard le 20 juin 1987, à Detroit, dans le Michigan) est une chanteuse gospel, compositrice, créatrice de mode, actrice, entrepreneur, autrice et directrice de création américaine. Elle est la fille de la chanteuse gospel Karen Clark Sheard (en) (membre du groupe The Clark Sisters) et la petite-fille de la directrice de chorale gospel Mattie Clark Moss (en). Sheard a fait le portrait de sa mère dans le film The Clark Sisters: First Ladies of Gospel (en). Après avoir contribué et participé aux albums de sa mère (notamment Finally Karen (en)) et de sa tante, elle sort son premier album I Owe You (en) en 2004. Son single "You Don't Know (en)" est inspiré par sa mère, qui a failli perdre la vie à cause d'un caillot sanguin.

## Biographie
Née à Detroit, Michigan, élevée dans la banlieue de West Bloomfield, Kierra Sheard a passé ses années de formation entourée par les influences de sa famille, de leur foi, et de leur musique. Elle commence à chanter à l'âge de 5 ans à la chorale Greater Emmanuel Institutional Church of God in Christ où son père, l’évêque  J. Drew Sheard (en) est pasteur. Même à un jeune âge, Kierra avait une poignée surnaturelle sur la signature "sonore Clark" lancé par sa mère et ses tantes, les mélismes d'exécution élevé et rapide, riffs, court, et profonde, gutturale gronde parfois appelé « rafales » (ce dernier est bien visible sur Done Did It, un titre tiré de l'album de gospel traditionnel I Owe You).

### Vie personnelle
Kierra est actuellement étudiante à l'Université Wayne State à Detroit, Michigan, où elle étudie le droit du divertissement. Bien que son horaire de tournée ait été freiné pour répondre à ses objectifs académiques, Kierra ne se lancera dans une tournée japonaise avec sa mère Karen Clark Sheard qu'en août 2006.

## Carrière musicale

### 1997-2003: Débuts
Kierra Sheard fait ses premiers enregistrements à l'âge de 9 ans, sur l'album Finally Karen (1997). La chanson "The Will Of God" gagne un Stellar Awards "Best Children's Performance" (meilleure prestration d'enfant). Les années suivantes, Sheard est choriste de fond pour The Clark Sisters, sa mère et sa tante, Dorinda Clark-Cole (en). En 2002, elle apparaît dans l'album éponyme (en) de cette dernière. Puis, en 2003, elle participe au troisième album de sa mère, The Heavens Are Telling (en), pour les morceaux "You Loved Me" (une reprise gospel "He Loves Me (Lyzel In E Flat) (en)" de Jill Scott) et "Don't Change" avec J Moss (en),. La même année, Sheard signe avec le label EMI Gospel (devenu Capitol Christian Music Group (en)) qui a remporté une guerre d'enchères entre plusieurs maisons de disque,.
Kierra a fait ses débuts sur scène à l'âge de 10 ans, en duo avec sa mère sur l'Evangelist Richard "Clean" d'une  "The Will Of God", la piste de clôture se détache du premier album solo de sa mère Karen Finally Karen, sorti en 1997. La chanson a remporté un Stellar Award pour la Meilleure Performance des enfants l'année suivante. Les années suivantes, elle a perfectionné ses compétences en tant qu'artiste accompagnant sa mère sur scène. En 2003, EMI Gospel gagne une guerre d'enchères entre plusieurs maisons de disques a fait signer Kierra à son premier contrat d'enregistrement.

### 2004-2005:I Owe You
Son premier album, I Owe You est sorti le 7 septembre 2004. L'ensemble contient 11 titres des producteurs et des auteurs-compositeurs de ces musiques luminaires remarquable que Rodney Jerkins, Warryn Campbell, Erica et Tina Campbell, de Mary Mary, J Moss et Tonex ont participé. L'album a également fonctionné comme les débuts de production de son frère J Drew.
L'année suivante, EMI a commandé une série de remixes intitulée Just Untill... le 2 août 2005. Le titre du communiqué de palliatif a été abrégé de son titre de travail Just Untill Next The Record. L'album a eu un succès international surprenant dans le Godson Concept, remix de Let Go. Le single de l'évangile optimiste sorti uniquement au Japon, a couru au début du grand public R & B charts et y resta pendant plusieurs semaines.

### 2006-2007:This Me
Peu de temps après ses études secondaires, Kierra préparait son deuxième album This Is Me. Il fait ses débuts au # 1 sur Billboard's Top Albums Evangile quand il est sorti le 27 juin 2006. Fred Jerkins III produit Why Me? et le choisit comme premier single de l'album. Ce projet a été qualifié de meilleur travail. Kierra fait ses premiers clips pour deux nouveaux singles de l'album, Yes et This Is Me. L'album a été nommé au Grammy Award pour le Best Contemporary R & B Gospel Album en décembre 2006.

### 2008-2009:Bold Right Life
En octobre 2008, Kierra sort son quatrième album, Bold Right Life. L'album prit l'avance de deux singles Praise Him Now et Won't Hold Back. Kierra a également fait une apparition sur l'album de Mary Mary The Sound sur la piste God In Me.
En janvier 2009, Kierra chante à l'IMC Pionniers de la scène : Jesus is a love song comme un hommage à sa tante, Elbernita « Twinkie » Clark.
Kierra a récemment publié un EP intitulé Greatest Hits Mixtape KiKi le 22 septembre 2009. [8] Le PE comprend 3 nouvelles chansons inédites, 2 remixs, singles des albums précédents This Christmas avec Marcus Cole.
Kierra a également un rôle dans Kid Preacher's (avec disque de platine artiste R & B LeToya Luckett, Durrell Babbs, Clifton Powell, Gregory Alan Williams, Sharif Atkins), qui est sorti en salles à travers les États-Unis le 29 janvier 2010 et sortira en DVD et disque Blu-ray le 4 mai 2010.
Sa nouvelle ligne de vêtements, MaMAJIK, est prête à être publiée au printemps 2010.